# Karl Julius von Bosse
Karl Julius von Bosse russisch Карл Иванович (Фёдорович) Боссе (* 1. Juli 1806 in Wesenberg, Estland; † 5. März 1857 in St. Petersburg, Russland) war ein russischer Arzt und Staatsrat.

## Leben
Karl Julius von Bosses Eltern waren der Weißgerber und Kaufmann Johann Matthias Bosse (* 1770) und Christina Wilhelmine Bosse, geb. Tallquist (1773–1809). Er war mit Olga Fedorovna, geb. Mason (1810–1872), verheiratet.
Bosse erhielt seine medizinische Ausbildung an der Petersburger Medizinisch-Chirurgischen Akademie. Nach Abschluss seines Studiums am 20. August 1826 und seiner Promotion trat er als Praktikant in den Dienst am Militärkrankenhaus in Narwa, um seinen in Wesenberg lebenden Verwandten nahe zu bleiben. Weil er mit dem Sanitätsdienst unzufrieden war, hörte er dort aber am 26. November 1827 wieder auf.
Noch während seines Studiums an der Akademie zeigte Bosse Interesse an der Chirurgie und entschloss sich daher, in die Hauptstadt Moskau zu gehen, um dort frei zu praktizieren und gleichzeitig ein Studium der Chirurgie abzuschließen. Am 12. Juni 1828 trat er eine Stelle als Assistenzarzt im Kalinkin-Krankenhaus an und widmete sich schließlich der Chirurgie.
1830 war er Stabsarzt und später Kreisarzt in Kiew. Dort erlangte er einen Ruf als erfahrener Chirurg. Ein Jahr später trat er von der Position eines Bezirksarztes zurück und wechselte als Hofbeamter in der Funktion eines Arztes in die Gerichtsabteilung der Fayence-Fabrik von Meschigorje bei Kiew.
Diese Position ließ ihm viel Freizeit, die er der chirurgischen Praxis widmete. Nach acht Jahren stellte ihm der Kiewer Ärzterat eine Bescheinigung darüber aus, dass er in dieser Zeit mehr als 243 chirurgische Eingriffe kostenlos durchgeführt hatte, darunter viele schwere (große Amputationen, Hernienreparaturen, Kataraktextraktionen, Aneurysma, Ligatur usw.).
Bosse erhielt sein Arztdiplom und wurde am 29. Oktober 1840 Mitglied der Kiewer Ärztegesellschaft.
Während seiner 12-jährigen Praxis in Kiew erwarb er beträchtliche finanzielle Mittel und beschloss, sein Glück erneut in St. Petersburg zu versuchen.
Am 1. Dezember 1842 trat er als Arzt in die Kaiserliche Tapisserie-Manufaktur in St. Petersburg ein, wechselte aber bald in die Militärärztliche Abteilung und erhielt dort am 10. Mai 1843 eine Stelle als Oberarzt. Nach sechsjähriger Tätigkeit übernahm Bosse dort (ab 14. November 1849) die durch den Tod von Dr. Stümmler frei gewordene Stelle des Chefarztassistenten und wurde in dieser Funktion am 24. Dezember 1849 bestätigt.
Im Frühjahr 1850 erhielt Bosse auf höchstem Befehl den Auftrag, die beiden Großfürsten Nikolai Nikolajewitsch Romanow (1831–1891) und Michael Nikolajewitsch Romanow (1832–1909)  auf ihrer Reise durch Russland (vom 30. Juli bis 23. Oktober 1850) zu begleiten und am 8. November desselben Jahres wurde ihm dafür der Rang eines Staatsrates verliehen.

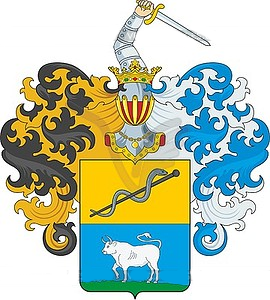
Wappen von Karl Julius von Bosse

1851 war er leitender Chefarzt im St. Petersburger Militärlandhospital.
Das militärmedizinisch-wissenschaftliche Komitee wählte ihn am 21. Dezember 1852 zum Ehrenmitglied.
Aufgrund der Vielzahl seiner Amtsgeschäfte schied Bosse am 12. Februar 1853 aus dem Dienst in der Tapisserie-Manufaktur aus.
Am 29. April 1853 wurde er zum Chirurgen des Kaiserlichen Hofes auf Lebenszeit ernannt und im selben Jahr erhielt er für seine Verdienste den St.-Anna-Orden II. Klasse.
Im Jahr 1854 begleitete Bosse die beiden Großfürsten auf die Krim und für die Schwierigkeiten des Militärlebens während der Verteidigung von Sewastopol wurde ihm am 23. Dezember 1854 der St.-Wladimir-Orden III. Klasse mit Schwertern verliehen.
Während der Reisen in der Nähe von Sewastopol stürzte Bosse von seinem Pferd und verletzte sich die Brust, was der Beginn einer organischen Herzklappenerkrankung war, die sich in seinen letzten Lebensjahren bei ihm entwickelte. Bosse verbrachte das ganze Jahr 1855 damit, nach Warschau, Nikolajew und Reval zu reisen.
Ab Anfang 1856 begann seine Krankheit schnell fortzuschreiten und er war einer Behandlung nicht mehr zugänglich.
Am 9. Dezember 1855 erhielt er den Adelstitel mit Wappendiplom und 1856 wurde er zum Wirklichen Russischen Staatsrat ernannt.
Karl Julius Bosse starb am 5. März 1857 in St. Petersburg. Er wurde auf dem Wolkowo-Friedhof beigesetzt.

## Wappen
Das Wappen (1855) ist geteilt, oben in Gold, diagonal von der oberen linken Ecke ein schwarzer Äskulapstab, unten in Blau, ein silberner schreitender Stier. Auf dem gekrönten Helm mit rechts blau-silbernen und links schwarz-goldenen Decken, ein geharnischter Arm, in der Hand ein Schwert haltend.